# 15a Divisió Panzer
La 15a Divisió Panzer (en alemany:15. Panzer-Division) va ser una divisió cuirassada alemanya, coneguda principalment pel seu paper en els combats de la campanya del nord d'Àfrica durant la Segona Guerra Mundial, quan era una de les dues divisions cuirassades que formaven l'Afrika Korps.
La divisió, formada a partir de la 33a Divisió d'Infanteria, va lluitar exclusivament al nord d'Àfrica de 1941 a 1943, i finalment va deixar d'existir després de rendir-se a Tunísia el maig de 1943.

## Història
La 33a Divisió d'Infanteria, precursora de la 15a Divisió Panzer, es va formar l'abril de 1936 i forma part de les defenses alemanyes al Saarland durant el primer mes de la guerra. Va participar en la invasió de França i hi va romandre després de la rendició francesa com a força d'ocupació. Va tornar a Alemanya el setembre de 1940 per ser convertida en una divisió panzer.
La divisió va ser transportada a Líbia l'abril de 1941, unint-se al Deutsches Afrikakorps (DAK) del general Erwin Rommel com una de les dues divisions de tancs alemanyes al nord d'Àfrica en aquell moment, l'altra era la 21a Divisió Panzer. No obstant això, la Royal Navy va interceptar i enfonsar els vaixells que transportaven el Batalló de Senyals de la divisió.
La divisió va participar en totes les grans operacions alemanyes al nord d'Àfrica excepte la primera, per a la qual va arribar massa tard. Va formar part de l'èxit de la defensa alemanya contra els intents britànics d'alleujar Tobruk, l'operació Brevity i l'operació Battleaxe. El 18 de novembre les forces britàniques van iniciar l'operació Crusader amb l'objectiu d'alleujar les forces assetjades a Tobruk. La 15a Divisió Panzer estava situada a l'est de Tobruk, va patir greus pèrdues i es va veure obligada a retirar-se cap a l'oest.
La 15a Divisió Panzer va formar part de l'ofensiva alemanya del gener de 1942 que va recuperar Bengasi. Va participar en la batalla de Gazala, la captura de Tobruk i la invasió alemanya d'Egipte que es va aturar a El Alamein. La divisió va patir greus pèrdues a la Segona batalla d'El Alamein el novembre de 1942 i es va veure obligada a retirar-se juntament amb la resta de l'Afrikakorps
Després de la retirada de les forces de l'Eix a Tunísia, la 15a Divisió Panzer va formar part de la batalla de Kasserine Pass contra les forces nord-americanes sense experiència al febrer de 1943. La divisió finalment es va rendir juntament amb altres forces de l'Eix a Tunísia el maig de 1943 i no es va restablir.
Els supervivents de la divisió que van escapar de la rendició nord-africana en estar a hospitals a Europa van passar a formar part de la nova 15a Divisió Panzergrenadier.

## Comandants
Els comandants de la divisió
- Tinent General Friedrich Kühn (novembre de 1940 - 21 de març de 1941)
- Tinent general Heinrich von Prittwitz und Gaffron (22 de març de 1940 - 10 d'abril de 1941)
- Coronel Maximilian von Herff (10 d'abril de 1941 - 13 d'abril de 1941)
- General Hans-Karl Freiherr von Esebeck (13 d'abril de 1941 - 13 de maig de 1941)
- Coronel Maximilian von Herff (13 d'abril de 1941 - 16 de juny de 1941)
- General Walter Neumann-Silkow (16 de juny de 1941 - 6 de desembre de 1941)
- Coronel Erwin Menny (6 de desembre de 1941 - 8 de desembre de 1941)
- General Gustav von Vaerst (9 de desembre de 1941 - 28 de maig de 1942)
- Coronel Eduard Crasemann (28 de maig de 1942 - 15 de juliol de 1942)
- General Heinz von Randow (15 de juliol de 1942 - 25 d'agost de 1942)
- Tinent general Gustav von Vaerst (25 d'agost de 1942 - 11 de novembre de 1942)
- Tinent General Willibald Borowitz (11 de novembre de 1942 - 13 de maig de 1943)

## Organització
L'organització de la divisió el març de 1941
- 8 Regiment Panzer (Batallons I i II)
- 15a Brigada d'Infanteria
  - 104 Regiment de Rifles Motoritzats (Batallons I i II)
  - 115 Regiment de Rifles Motoritzats (Batallons I i II)
  - 15 Batalló de Motocicletes
- 33 Batalló de Reconeixement
- 33 Regiment d'Artilleria Motoritzada (Batallons I, II i III)
- 33 Batalló d'Enginyers de Combat
- 33 Batalló antitanc
- 78 Batalló de Senyals [a]
- 33 Serveis divisionals